# Elección presidencial de El Salvador de 1982
La elección presidencial de El Salvador de 1982 fue llevada a cabo por la Asamblea Constituyente de El Salvador, luego de que una "Junta Revolucionaria de Gobierno" gobernara el país después del golpe de Estado del 15 de octubre de 1979 al gobierno de Carlos Humberto Romero. El domingo 28 de marzo de 1982 se celebraron elecciones para una Asamblea Constituyente que tomó posesión el 26 de abril de 1982, con una mayoría de diputados de los partidos políticos de derecha Alianza Republicana Nacionalista (ARENA) y Partido de Conciliación Nacional (PCN), los cuales eligieron como Presidente de la Asamblea Constituyente a Roberto d'Aubuisson y Presidente Provisional de la República a Álvaro Magaña para un mandato de dos años.

## Contexto Histórico
- Fue una elección realizada por la Asamblea Constituyente de El Salvador, para elegir para un período de dos años a un presidente provisional después del golpe de Estado del 15 de octubre de 1979 efectuado contra el gobierno de Carlos Humberto Romero.
- Fue realizada bajo el gobierno de la Junta Revolucionaria de Gobierno.
- Hugo Barrera fue propuesto como presidente provisional por el partido ARENA sin embargo no contó con apoyo suficiente del congreso.

- Datos: Q7406541